# Женщина и Россия
Альмана́х «Же́нщина и Росси́я» («Альманах Женщинам о Женщинах») — журнал самиздата 1979 года, изданный в Ленинграде коллективом женщин, участвовавших в диссидентском движении. Альманах состоит из небольших историй и стихов и рассказывает о трудности выращивания детей, цинизме в отношении мужчин и советской системы, женском быте — в то время маргинальных для диссидентского движения темах. Считается первым феминистским самиздатом диссидентского движения, поскольку основной посыл альманаха заключается в том, что женщины должны иметь контроль над своими жизнями.
Журнал вызвал большой резонанс, так как противоречил представлению об СССР как о социально благополучной стране. Был переведён на несколько языков и опубликован на Западе. За создание альманаха и продолжение публицистической деятельности авторы Татьяна Горичева, Наталья Малаховская и Татьяна Мамонова были вынуждены эмигрировать.

## Журнал «Мария»
Когда один из номеров альманаха был обнаружен, под давлением КГБ его выпуск пришлось приостановить (вышел всего лишь один номер от 10 декабря 1979 года), но на его место пришел журнал «Мария». Журнал «Мария» покрывал множество тем: от политических и философских до вопросов воспитания детей, роддомов и абортариев, женского творчества и религии. Одноимённый клуб, стоящий за журналом, выступил в первом номере журнала с протестом против войны в Афганистане и опубликовал «призыв к матерям не отдавать своих сыновей на фронт». Широкомасштабное преследование авторов журнала вынудило их прекратить свою деятельность.

## Репрессии
В результате работы над феминистским самиздатом Татьяна Горичева, Наталья Малаховская и Татьяна Мамонова, Елена Борисова, Софья Соколова были вынуждены покинуть страну.
Наталья Лазарева и Юлия Вознесенская провели несколько лет в заключении и затем уехали в эмиграцию, поэтесса Кари Унксова подверглась долгому преследованию и впоследствии трагически погибла. Многие другие участницы издания потеряли работу или были вынуждены признать свою виновность под угрозой лишения детей.